# 第十航空艦隊
第十航空艦隊（だいじゅうこうくうかんたい）とは、日本海軍の航空艦隊。

## 歴史
次期作戦に備えていた軍令部第一部は、必要の際に本土方面に所在の練習航空隊を戦力として使用できるように準備を進めた。練習連合航空隊は戦時編制上の編制とは別に海軍練習連合航空総隊に属し、同総隊司令官とその司令部があったが、指揮権限は教育に関する事項に限られ、作戦に関しては同航空隊が所属する鎮守府司令長官の権限に属していたので、これらを実戦部隊として使用する場合には統一指揮する司令部が必要であり、このため第一部は連合艦隊に編入する予定で第十航空艦隊を編成する手続きを進めた。
1945年2月26日、第十航空艦隊の編成に関し奏上した。3月1日、戦時編制の改定を行い、同艦隊を編成した。1945年10月10日、解隊。

## 編制
1945年3月1日
- 第十一連合航空隊（司令長官直卒）

霞ヶ浦海軍航空隊、筑波海軍航空隊、谷田部海軍航空隊、百里原海軍航空隊、名古屋海軍航空隊、鹿島海軍航空隊、北浦海軍航空隊、大津海軍航空隊、神町海軍航空隊、第二郡山海軍航空隊、第二河和海軍航空隊、豊橋海軍航空隊、松島海軍航空隊、大和海軍航空隊、第三岡崎海軍航空隊、東京海軍航空隊
- 第十二連合航空隊（司令官・藤吉直太郎少将）

宇佐海軍航空隊、大村海軍航空隊、詫間海軍航空隊、築城海軍航空隊、元山海軍航空隊、福山海軍航空隊、峰山海軍航空隊、天草海軍航空隊、姫路海軍航空隊、釜山海軍航空隊、岩国海軍航空隊、西条海軍航空隊、光州航海軍空隊、観音寺航海軍空隊、諫早海軍航空隊
- 第十三連合航空隊（司令官・伊藤良秋少将）

大井海軍航空隊、鈴鹿海軍航空隊、青島海軍航空隊、徳島海軍航空隊、高知海軍航空隊
1945年6月1日
- 直属

霞ヶ浦海軍航空隊、東京海軍航空隊、第二郡山海軍航空隊、神町海軍航空隊、谷田部海軍航空隊、元山海軍航空隊、百里原海軍航空隊、松島海軍航空隊

## 要職
司令長官
- 前田稔 中将：1945年3月1日 - 1945年10月1日

参謀長
- 山本親雄 少将：1945年3月1日 - 1945年5月25日
- 神重徳 大佐：1945年6月20日 - 1945年9月15日（殉職、以後欠員）